# Banque arabe internationale d'investissement
Pour les articles homonymes, voir BAII.
 (décembre 2020).
Si vous disposez d'ouvrages ou d'articles de référence ou si vous connaissez des sites web de qualité traitant du thème abordé ici, merci de compléter l'article en donnant les références utiles à sa vérifiabilité et en les liant à la section « Notes et références ».
La Banque Arabe Internationale d’Investissement (BAII) était un consortium à capitaux arabes et internationaux, surnommée « la plus arabe des banques françaises et la plus française des banques arabes ». 
Ce consortium avait été créé pour recycler les pétrodollars sous l'égide de la BNP et était contrôlé à 50 % par les grandes banques internationales dont Bank of America, UBS, ABN... et à 50 % par les grandes banques des pays de la Ligue arabe.
Après une perte de près de 300 millions de francs en 1990, la situation s'est encore dégradée en 1991. La BNP, actionnaire à 98,3%, qui avait déjà injecté 600 millions de francs dans la BAII en 1990, décide au début 1992 de ne laisser subsister que l'activité de gestion de patrimoine.

## Liens avec BCCI
Elle a pour actionnaire principal la First Arabian Corp, une banque américaine que les autorités américaines ont désigné en 1991 comme un "faux nez" de la BCCI dans le rachat illégal de la banque américaine Financial General Bankshare par un groupe d'investisseurs arabes (Kamal Adham, Faisal Al-Fulaij, Abdullah Darwaish).
Dans leur enquête sur la BCCI (Rapport Kerry), les autorités américaines établissent également que Ghaith Pharaon a pu racheter l'Independence Bank grâce à un prêt granti par une lettre de crédit de la BAII. Par la suite, le FBI et Interpol se mettront à la recherche de Ghaith Pharaon, fugitif et inculpé dans plusieurs affaires,,,,,.
Le président franco-américain de la BAII, Yves C. Lamarche, était l'un des directeurs et membre du Conseil d'administration de la BCCI. Ancien de la Bank of America, il est probable que ses mandats étaient suivis de près par les autorités américaines.